# Один за всіх
«Один за всіх» — російськомовний 5-серійний мінітелесеріал знятий в Україні режисером Олександром Березанем. Прем'єра відбулася 14 листопада 2003 року на Новому каналі.

## Синопсис
Дія фільму відбувається в одному з ліцеїв Києва. Група старшокласників робить усе, що їм хочеться. Учителі просто безсилі перед ними. Їх здоров'я на грані. Але несподівано поведінкою шибеників зацікавився сам Господь. І як учитель хороших манер він посилає ангела, що спеціалізується на найбільш екстрених ситуаціях.

## Виробництво
Проєкт повністю зафільмовано в Україні й працювала над ним українська творча група. Режисер серіалу — Олександр Березань, сценаристи — Вадим Шинкарьов, Ігор Брайченко, Ольга Середа, Влад Бутко, оператори — Юрій Романюк і Влад Коперніков.
Олександр Березань — донеччанин, зараз живе і працює в Києві. Навчався на курсі театральної режисури в Київському національному університеті культури та мистецтв, проте залишив навчання, як каже сам, «тому що треба було знімати кіно й не вийшло суміщати». Досі Олександр працював театральним режисером (вистави у його постановці йшли в Києві, Олександрії, Донецьку) і кліпмейкером.
«Один за всіх» — його перша робота як режисера телесеріалу. Олександр розповідає: «Узагалі-то я хотів зробити художній фільм, але оскільки на це грошей знайти не вдалося, ми зробили серіал. Фільмували на відео. Це п'ять серій по 47 хвилин». Наміру зробити з «Одного за всіх» кіноверсію у формі повнометражного фільму в авторів немає, однак є інші ідеї, близькі за жанром і формою до цього проєкту, які Олександр Березань сподівається в майбутньому втілити в життя: «Зараз у мене є кілька сценаріїв повнометражних фільмів. Один із них — молодіжний фільм, я не сказав би, що за мотивами „Одного за всіх“, але теж молодіжна комедія у стилі екшн».
З пресрелізу серіалу: «Один за всіх» зачіпає теми кохання, справжньої дружби, нерозуміння між поколіннями й багато інших актуальних молодіжних проблем. Фільм розповідає про невгамовний 11-Б клас, у якому навчаються підлітки, що не піддаються жодному контролю. Перетворивши життя вчителів на справжній жах, 11-Б повністю встановив свої порядки в ліцеї № 777. Керує шкільним «бєспрєдєлом» Женя (Андрій Кирилов), який є лідером класу. Між хлопцями існує кругова порука, що об'єднує однокласників гаслом «Один за всіх». Готові на все й керовані загальною ідеєю, школярі як морально, так і фізично, методично знищують викладачів ліцею. Директор (Віктор Цекало), бувши у відчаї, волає до небес і просить підтримки й допомоги. Він отримує допомогу в особі нового викладача Сергія Володимировича (Сергій Развадовський, він же — продюсер серіалу) — бойового ангела, під кодовим ім'ям 07-й.
Саме 07-й повинен виконати нове завдання Небес: «…навести лад у цій школі». Для раніше контуженого 07-го, який бере участь лише в бойових діях, це завдання стане справжнім випробуванням. Адже він так недооцінив своїх опонентів. 07-й під виглядом нового класного керівника потрапляє в ліцей, де йому належить знайти підхід до неприборканого 11-Б. Завдання стає ще складнішим, адже у справу втручаються сам Князь Тьми (Георгій Дрозд) і його вірний помічник Сікст (Михайло Жонін). Добро і Зло влаштовують справжню битву за школярів, підлаштовуючи різні ситуації і втручаючись у повсякденне життя тінейджерів.
Присутність в «Одному за всіх» надприродних сил робить фільм ґротесковим екшном, насиченим приголомшливими трюками, спецефектами та бойовими сценами. Це комедія ситуацій, що оголює життєві цінності, оформлена сучасною молодіжною музикою (композитор Потап) і несе іскрометний гумор та позитив".